# Isomerocera quadrilineata
Isomerocera quadrilineata är en tvåvingeart som först beskrevs av Fabricius 1787.  Isomerocera quadrilineata ingår i släktet Isomerocera och familjen vapenflugor. Inga underarter finns listade i Catalogue of Life.